# Atomium
Het Atomium is een monument in het Heizelpark in het noorden van Brussel. Het werd in 1958 opgeleverd als onderdeel van de Expo 58. Het bouwwerk is een stalen constructie die bestaat uit negen bollen met elk een diameter van 18 meter. De bollen vormen samen het kubisch ruimtelijk gecentreerde kristalstructuur van ijzer, 165 miljard maal vergroot. Het gebouw werd ontworpen door ingenieur André Waterkeyn. Na een restauratie in 2004 is het bekleed met platen van roestvast staal. Vijf van de negen bollen zijn toegankelijk voor het publiek met in de bovenste bol een restaurant met panorama over de stad.
Het bouwwerk wordt gerekend tot de modernistische architectuur. Een van de redenen dat voor de structuur van een atoom is gekozen, is dat de wereld destijds in de ban was van de opkomende kernenergie. Het uranium dat destijds in Belgisch-Congo gewonnen werd speelde hierin een cruciale rol. De uitgebeelde kristalstructuur is gekanteld gepositioneerd. Het is een kubus die op een van de hoekpunten balanceert. Elke bol moet een ijzeratoom voorstellen waardoor het gebouw eigenlijk een molecuul vormt. De naam is een porte-manteauwoord waarin de termen atoom en aluminium worden samengevoegd. In het meertalige België wordt het zowel in het Frans als Nederlands min of meer hetzelfde uitgesproken.

## Geschiedenis
Het Atomium is gebouwd in het kader van de Brusselse Wereldtentoonstelling in 1958, de zogenaamde Expo 58. Het stelt één elementaire cel zuiver ijzer voor dat sterk in ontwikkeling was en een belangrijke rol speelde in de optimistische kijk op ontwikkeling in de jaren vijftig. Het heeft de kubisch ruimtelijk gecentreerde structuur, zoals zuiver ijzer bij kamertemperatuur en onder atmosferische druk. Vreemd genoeg werd bij de bouw besloten dat de bollen niet van staal, maar van aluminium moesten worden gemaakt. Dit materiaal was in die tijd een materiaal in opkomst. Het is niet precies bekend waarom dit besluit werd genomen, maar waarschijnlijk was de reden dat aluminium op dat ogenblik aanmerkelijk beter bestand was tegen corrosie dan staal. Het gebouw zou volgens het oorspronkelijke plan niet langer dan zes maanden blijven staan. Aan het eind van de wereldtentoonstelling werd echter besloten om het gebouw, dat inmiddels erg populair en bekend was geworden, toch maar te laten staan.

### 2004-2006: herstel en vernieuwing

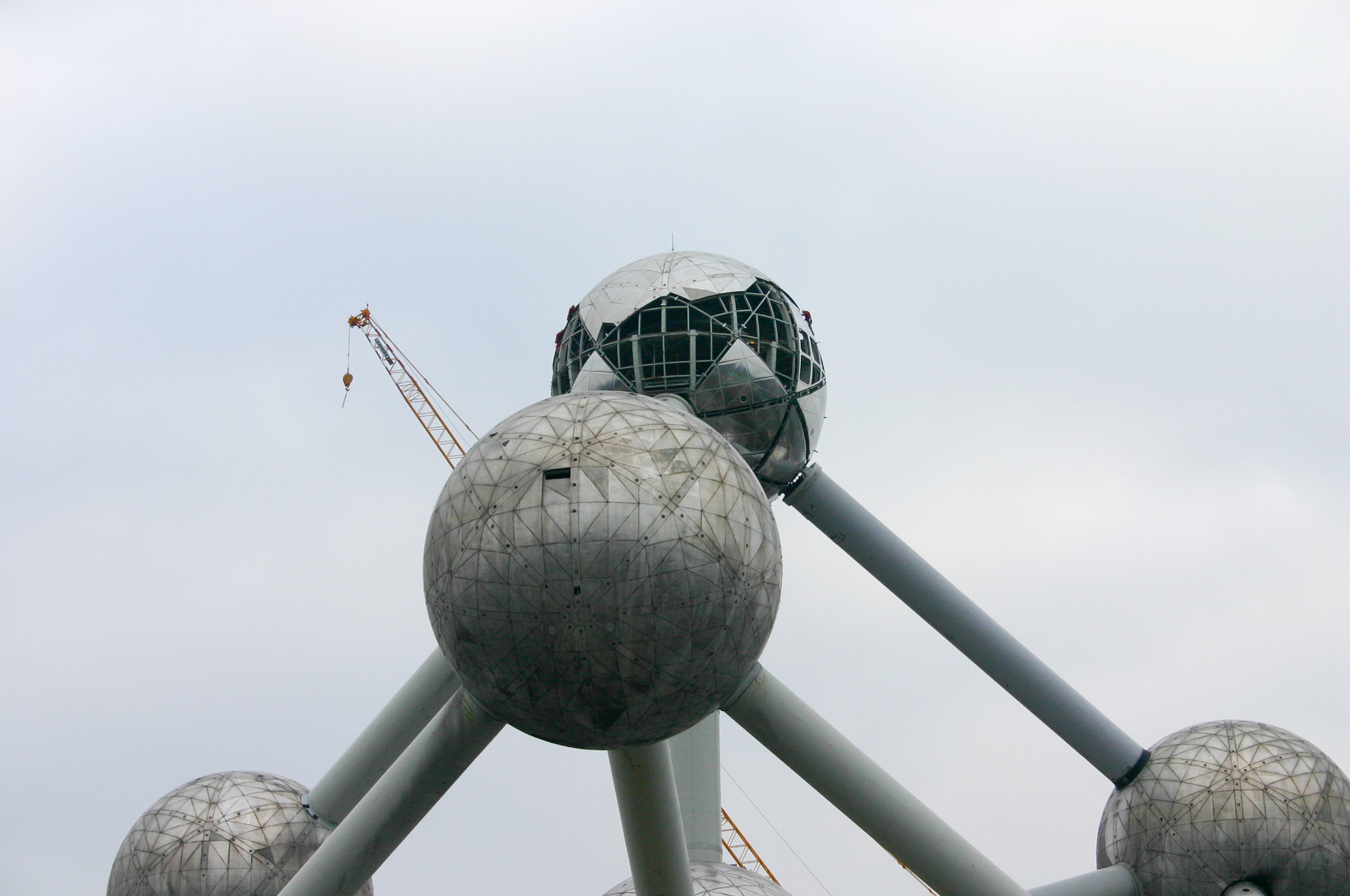
Renovatie in februari 2004

Van 2004 tot 2006 onderging het monument een twee jaar durende opknapbeurt. Het Atomium was gedurende die tijd gesloten voor het publiek. Er werd onder meer aluminium bekleding vervangen door een speciaal type roestvast staal. De renovatie kostte 26 miljoen euro. Brussel en de vzw Atomium betaalden een derde van de kosten, de Belgische overheid financierde twee derde. Op 21 december 2005 werd de nieuwe buitenverlichting van het Atomium getest. Oorspronkelijk was het Atomium ook al verlicht, maar de lampen waren al snel kapot. De meridianen van elke bol zijn afgedekt met rechthoekige staalplaten, waarin ledverlichting is geïntegreerd. De ledtoepassing verlicht de bollen, kan de lichten ook laten knipperen en kan de lichten op een meridiaan na elkaar laten knipperen, waardoor het traject van een elektron rond zijn kern wordt gesymboliseerd. Op dinsdag 14 februari 2006 werd het Atomium officieel heropend door prins Filip en op zaterdag 18 februari 2006 ging het opnieuw open voor het publiek. Ter gelegenheid van de heropening is een munt van 2 euro met het jaartal 2006 uitgegeven.

### Tiende lustrum
Omdat het in 2008 vijftig jaar geleden is dat Expo 58 werd geopend, plaatste men op 11 april 2008 met behulp van een helikopter en paracommando's een Belgische driekleur van 15 vierkante meter op de bovenste bol, net zoals in 1958.

### Paviljoen van het tijdelijke Geluk
Aan het Louis Steens Plein, 150 meter ten zuidoosten van het Atomium, werd op 17 april 2008 het Paviljoen van het tijdelijke Geluk geopend. Het bouwwerk moest een hedendaagse repliek geven op het Atomium en was daarom uit herbruikbare prefab-elementen opgetrokken: 33 000 oranjegele bierkratten. Het paviljoen heeft een half jaar gestaan en de data van opening en sluiting waren exact die van vijftig jaar tevoren. Er waren films en tentoonstellingen te zien over de Wereldtentoonstellingen, in het bijzonder de Expo 58. Van buiten oogde het bouwwerk min of meer rechthoekig, maar het hoog opgetrokken dak met kruisribgewelf, gesteund door pilaren en kapitelen van kratten, gaf binnenin de ruimtewerking van een gotische kerk.

## Opbouw van het monument

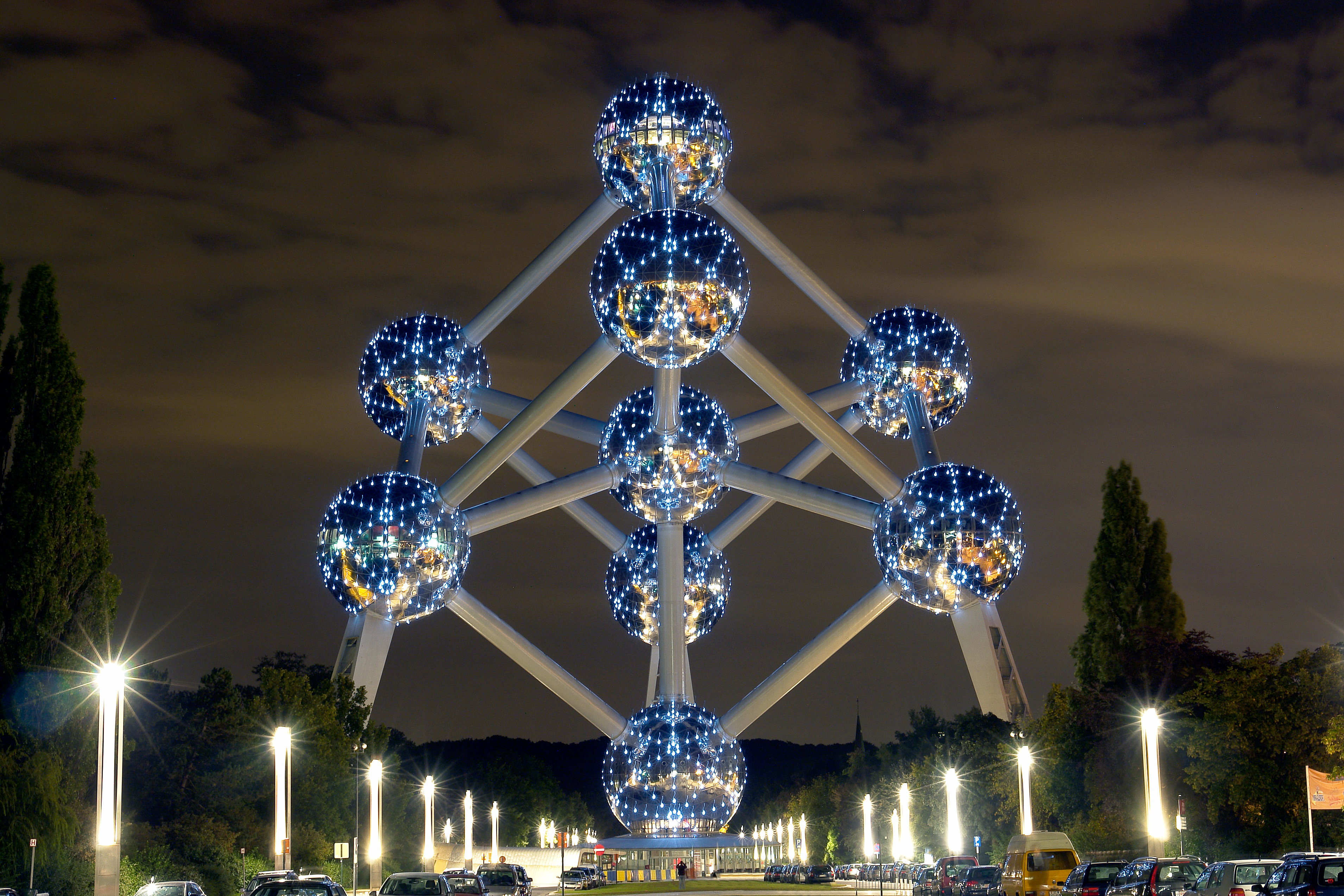
Sinds de renovatie wordt het Atomium met ledlampen verlicht

Het monument is 102,70 meter hoog (de diagonaal van de kubus). Het grondvlak is een zeshoek met een diagonaal van 94 meter. De negen bollen, die een diameter van 18 meter hebben, bestaan elk uit 48 driehoekige platen van 1 mm dik. Voor de restauratie waren er 720 platen per bol.
Elke bol, die een "sphere" wordt genoemd, heeft een buitenoppervlak van 1082 m² en elk niveau heeft een vloeroppervlak van 240 m² (er zijn steeds twee niveaus per sphere). De bovenste bol heeft drie niveaus. Het is mogelijk om met de lift naar de bovenste bol te gaan, waar een restaurant is gevestigd en men uitzicht heeft over de stad. Met de roltrappen en vaste trappen bereikt men:
- de basisbol, waarin permanent Expo 58: de tentoonstelling en een terugblik op de jaren 50 is te zien;
- de tentoonstellingsbollen met tijdelijke tentoonstellingen;
- De bovenste bol met restaurant;
- de kinderbol, deze is niet voor het algemene publiek toegankelijk, maar enkel voor schoolgroepen, die er in kunnen overnachten.

De bollen zijn met elkaar verbonden door middel van roltrappen en vaste trappen. De drie buitenste hoge bollen hebben geen verticale dragers en zijn om veiligheidsredenen gesloten voor het publiek.
Enkele bollen kregen een naam. Zo werd de centrale bol naar André Waterkeyn genoemd. Een zijdelingse en de onderste bol werden respectievelijk naar de Nobelprijswinnaars Ilya Prigogine en François Englert genoemd. Een andere zijdelingse bol is de Kinderbol.
In januari 2013 werd het door CNN uitgeroepen als bizarste monument van Europa.

## Auteursrecht

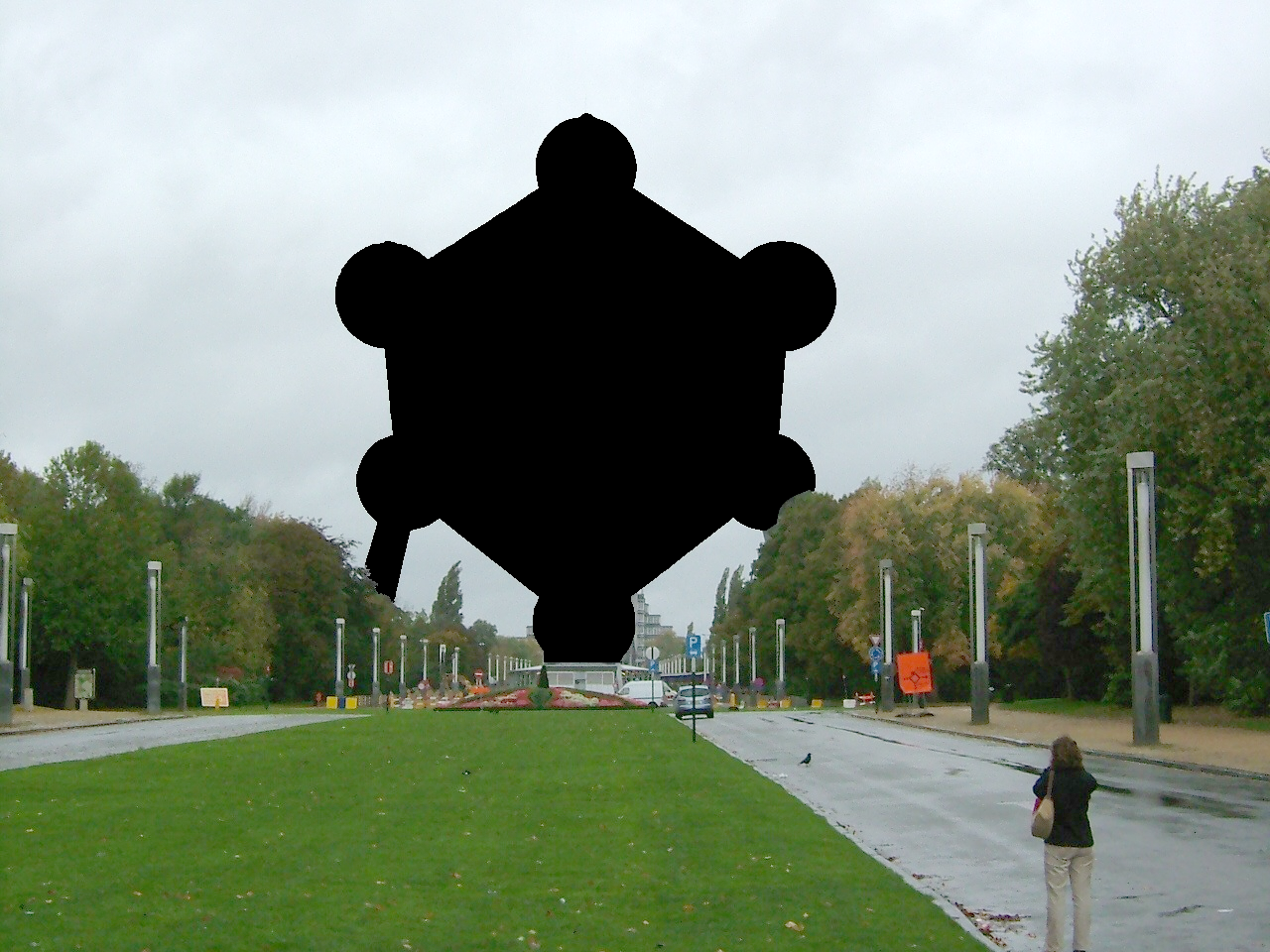
'Gecensureerde' afbeelding van het Atomium (zoals gepubliceerd op Wikipedia) voordat de vrijheid van panorama gold

België kende tot 2016 geen vrijheid van panorama, waardoor er beperkingen waren op het commercieel gebruik van foto's van het monument. De erfgenamen van ingenieur André Waterkeyn bewaakten actief het auteursrecht op afbeeldingen van het Atomium. Eind 2015 dienden leden van Open Vld, CD&V en N-VA echter een wetsvoorstel in dat panoramavrijheid invoerde door een wijziging in het Wetboek van economisch recht. Deze vrijheid slaat wel enkel op werken die permanent in het openbaar domein aanwezig zijn en op afbeeldingen van het werk zoals het zich in de natuurlijke omgeving bevindt. Op 16 juni 2016 keurde de Kamer van volksvertegenwoordigers dit wetsvoorstel goed. Het Atomium werd door de media als voorbeeld gebruikt om de invoering van panoramavrijheid te illustreren.

## Galerij

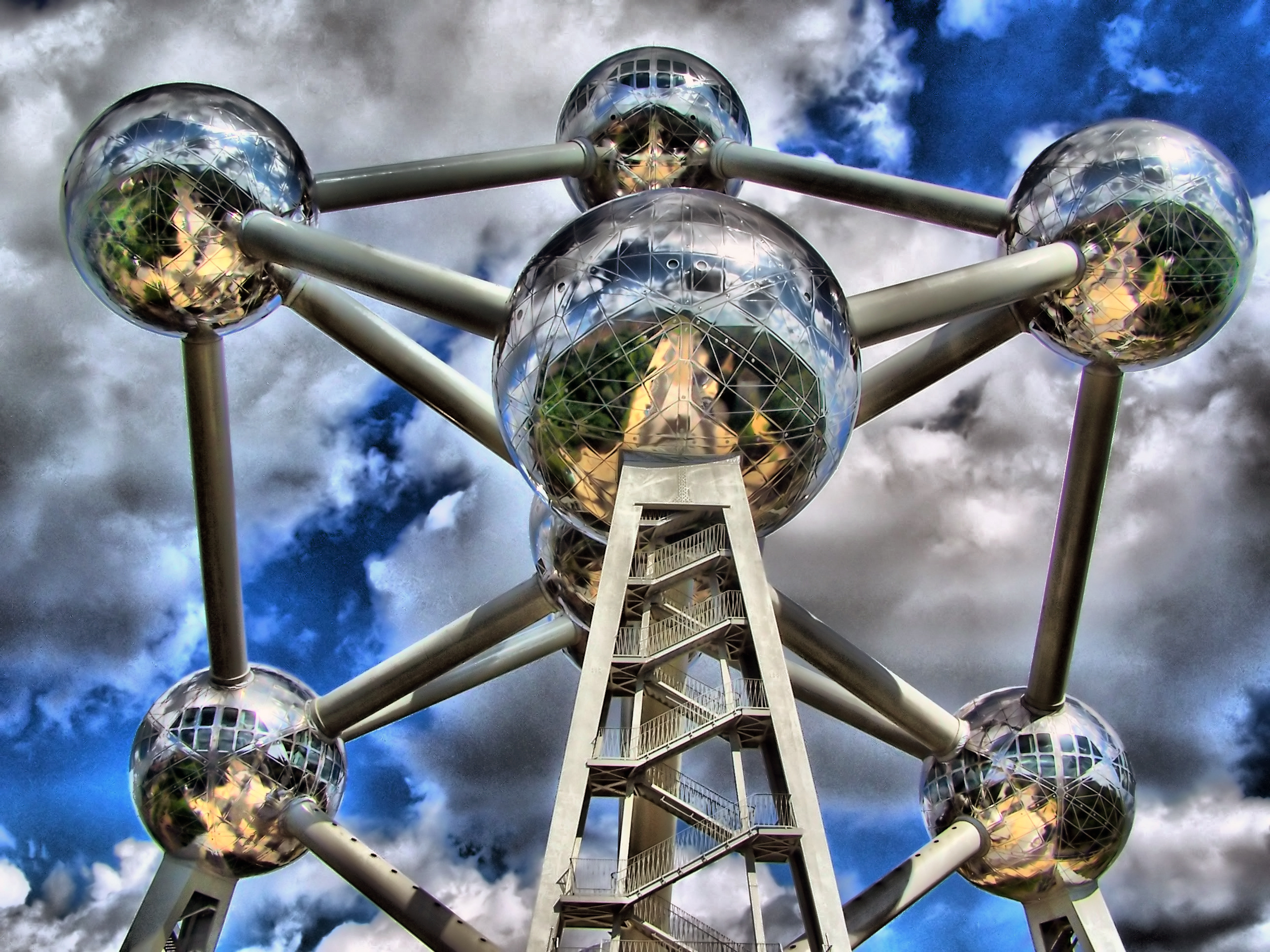
Bollen
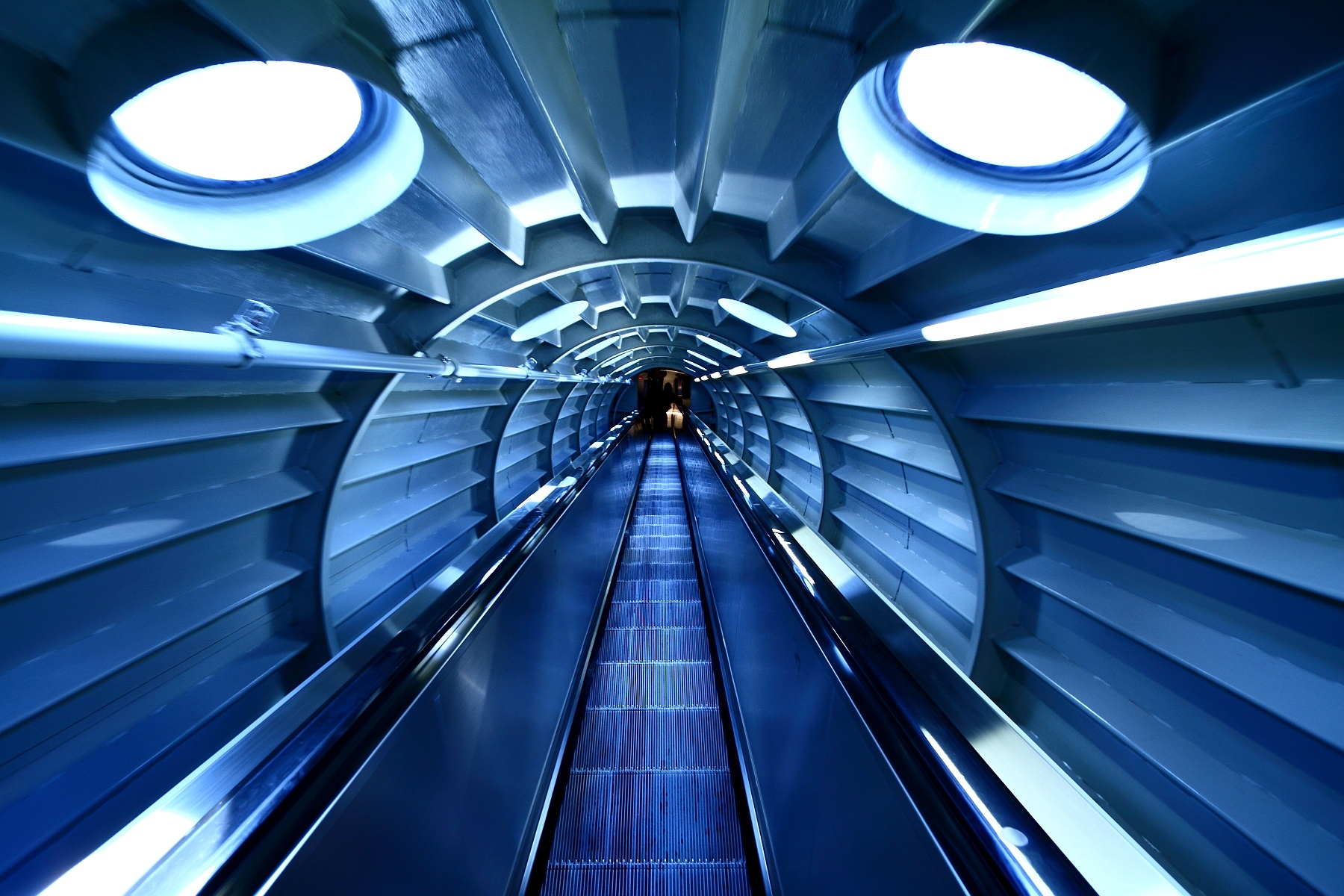
Een roltrap in het Atomium
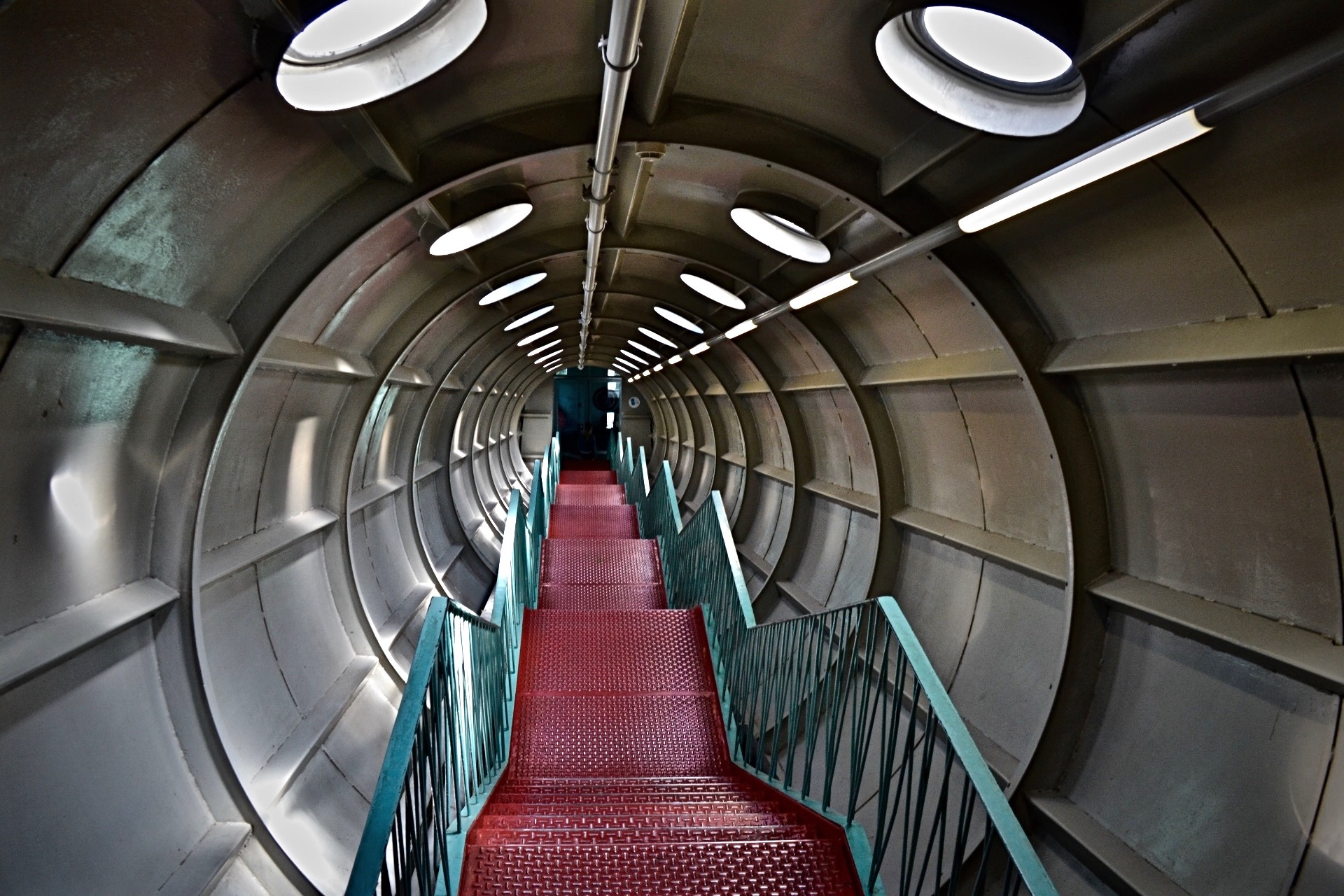
Trap naar de aarde
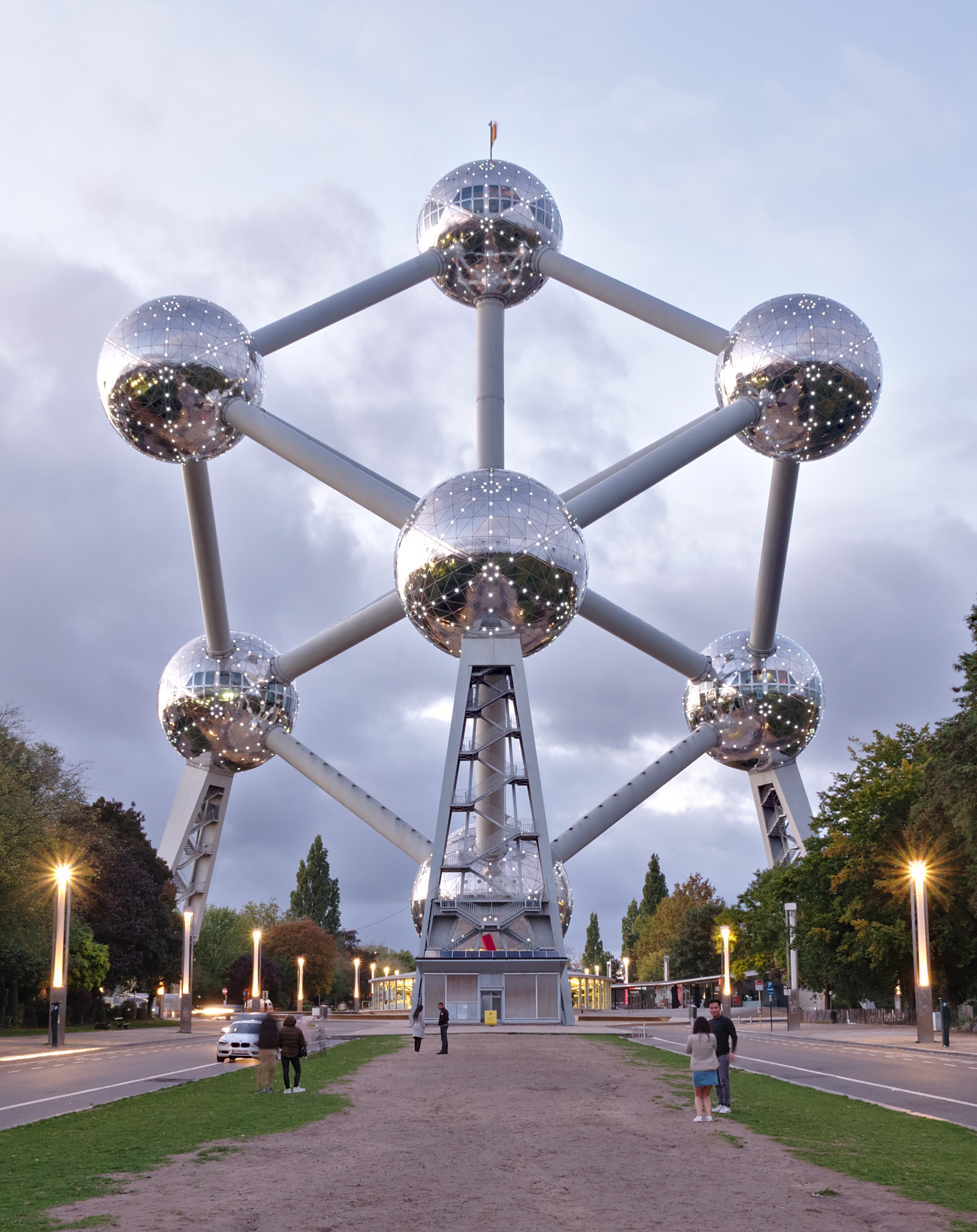
Noordkant
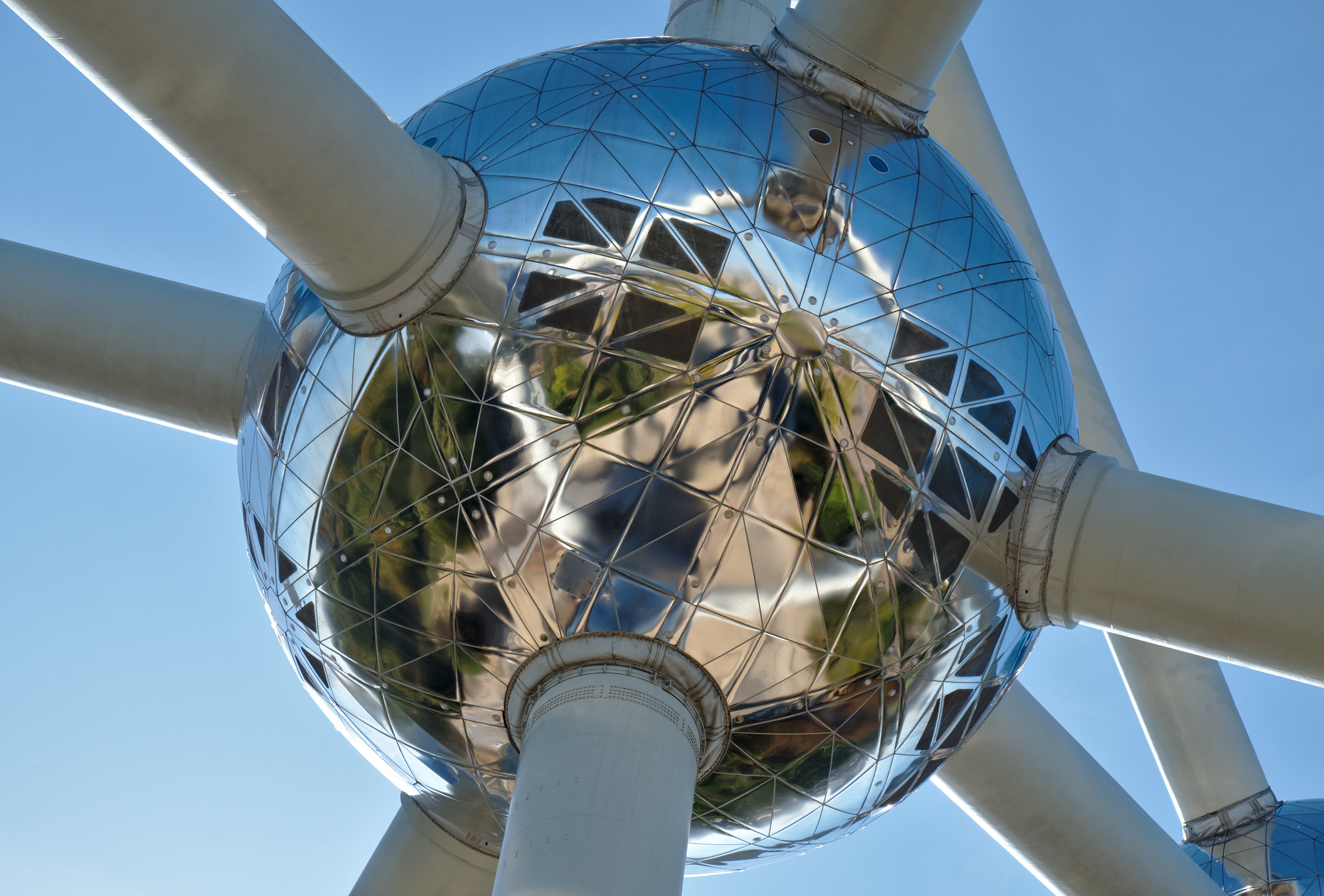
Centrale bal
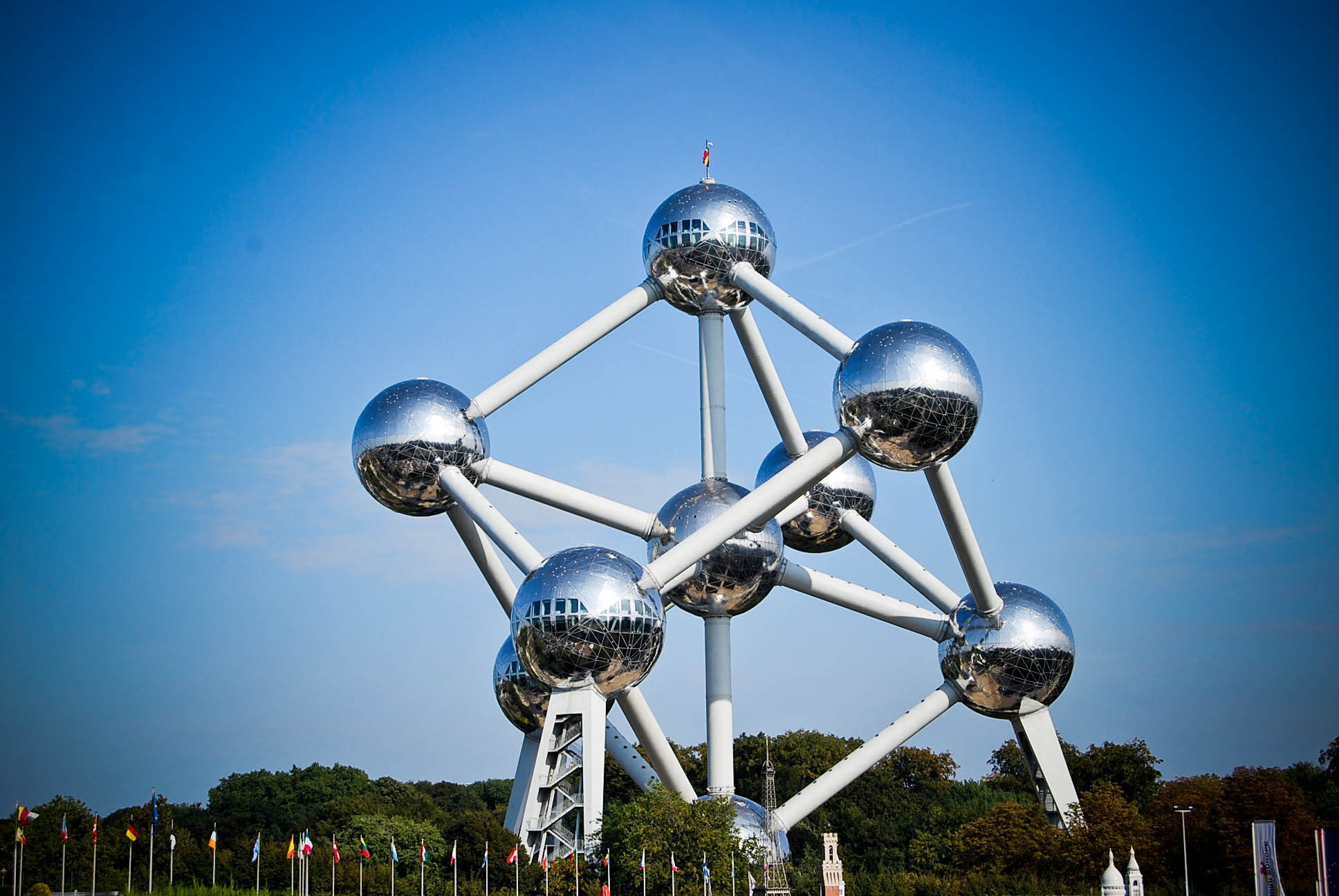
Vanuit verschillende hoeken ziet de constructie er anders uit